# Fotoevaporazione

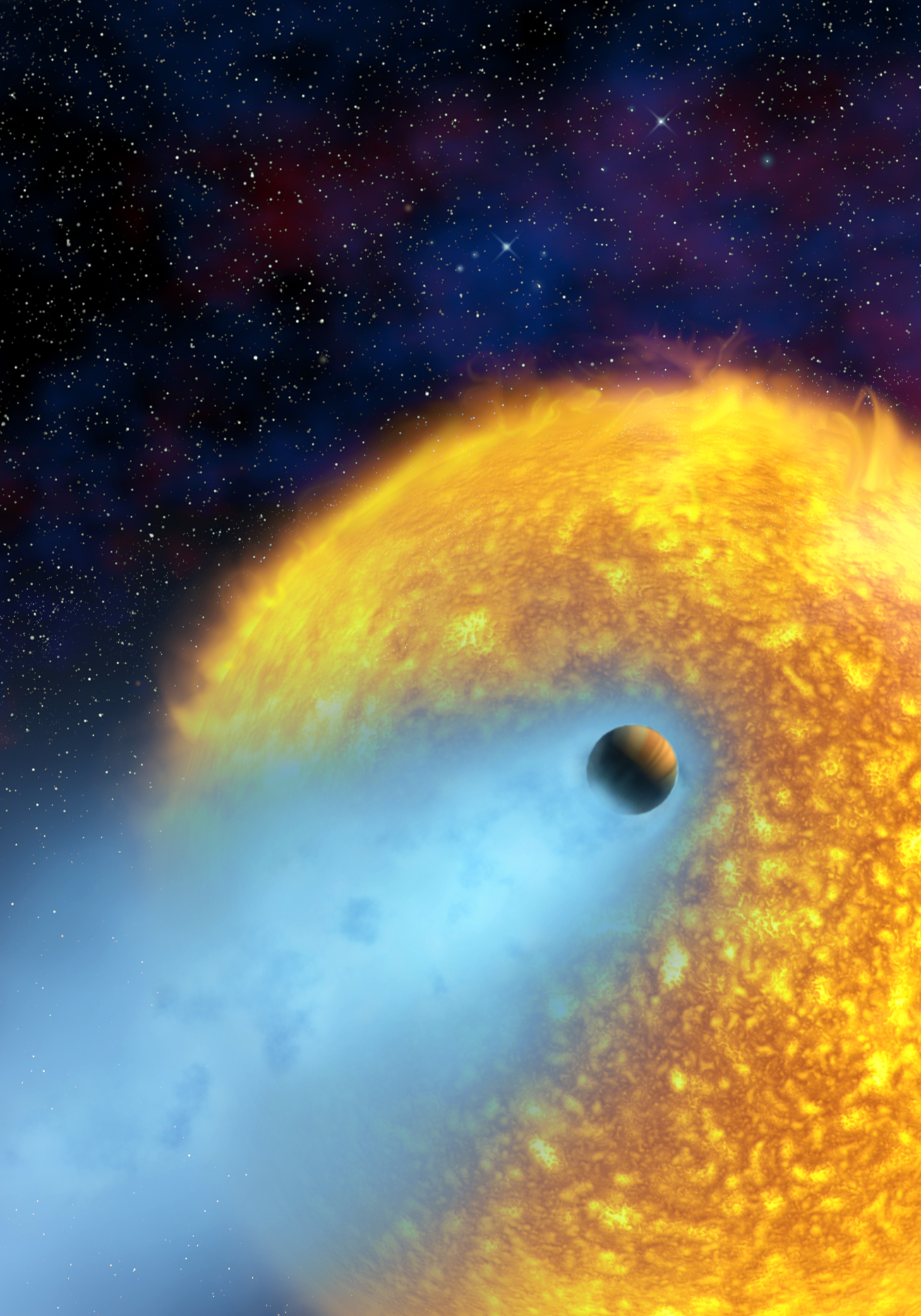
HD 209458 b, un esopianeta che sta andando incontro a un fenomeno di fotoevaporazione molto pronunciato.

Il termine fotoevaporazione designa il processo mediante il quale gli atomi o le molecole di un gas vengono strappati via da un accumulo, sia esso un'atmosfera planetaria, un disco circumstellare o una nebulosa, da parte dei fotoni ad alta energia e dal resto della radiazione emessa da una stella. 

## Atmosfere planetarie
L'atmosfera di un pianeta è continuamente bombardata dalla radiazione proveniente dalla stella attorno a cui orbita. Quando un fotone ad alta energia colpisce una molecola dell'atmosfera, questa subisce un incremento della temperatura ed un aumento dell'energia cinetica, che determina un'accelerazione della particella. Se la particella riceve un sufficiente quantitativo di energia, questa può superare la velocità di fuga imposta dalla gravità del pianeta ed "evaporare" nello spazio. Tanto minore è la massa della particella di gas, tanto maggiore sarà l'interazione tra essa e il fotone e quindi potrà più facilmente raggiungere la velocità di fuga; per questa ragione, l'idrogeno è il gas più soggetto a fotoevaporazione. Allo stesso modo, quanto più è vicino il pianeta alla fonte di radiazione, tanto maggiori saranno le interazioni tra la sua atmosfera e le radiazioni; di conseguenza, i pianeti più vicini alle proprie stelle presentano delle atmosfere esigue (pianeti ctoni) o in via di dissolvimento, come nel caso del pianeta gioviano caldo HD 209458 b.

## Dischi protoplanetari

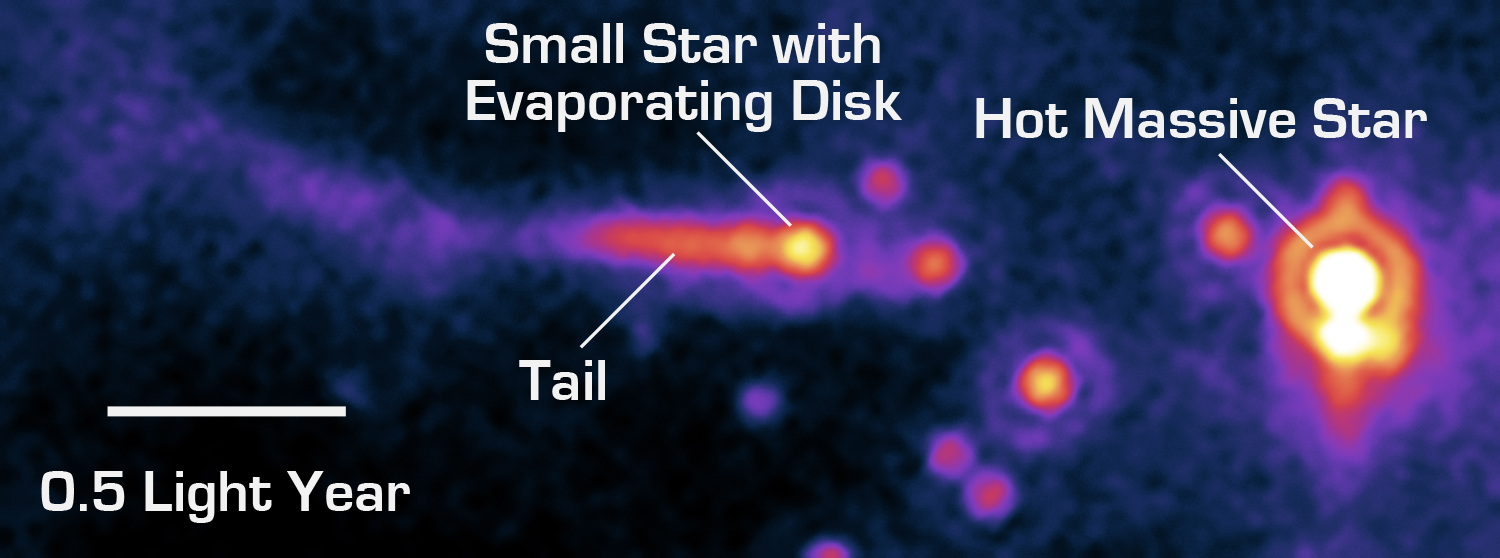
Un disco protoplanetario in orbita attorno a una stella di tipo solare viene fatto evaporare dall'intensa radiazione proveniente da una vicina stella di tipo O.

I dischi protoplanetari sono costituiti da una certa frazione di gas e da polveri; i gas più rappresentati sono fondamentalmente leggeri, come l'idrogeno e l'elio, e di conseguenza sono particolarmente soggetti a fotoevaporare, determinando a lungo andare all'interno del disco un incremento del rapporto percentuale tra polveri e gas.
Tali dischi possono essere dispersi dal vento o dal riscaldamento dovuto alla radiazione incidente emessa dalla stella; quest'ultima interagisce con la materia che costituisce il disco, accelerandola e spazzandola via dal disco. Tale effetto è particolarmente visibile quando l'energia della radiazione raggiunge valori molto elevati, come nel caso di vicine stelle di classe O o B o nel momento in cui l'oggetto stellare giovane contenuto al centro del disco inizia a fondere idrogeno raggiungendo la sequenza principale.
Un parametro importante per determinare il grado di evaporazione di un disco è dato dal raggio gravitazionale (rg), determinato dall'equazione:
{\displaystyle r_{g}={\frac {\left(\gamma -1\right)}{2\gamma }}\cdot {\frac {GM\mu }{k_{B}T}}\approx 1,4{\frac {\frac {M}{M_{\odot }}}{{\frac {T}{10^{4}}}\ {\rm {K}}}}\ {\rm {UA}},}
dove γ è il rapporto tra i calori specifici (che equivale a 5/3 per un gas monoatomico), G è la costante di gravitazione universale, M la massa della stella centrale, M☉ la massa solare, μ il peso atomico medio dei gas, kB la costante di Boltzmann, T la temperatura del gas e UA la distanza dal centro in unità astronomiche. 
Al di fuori del raggio gravitazionale, le particelle divengono sufficientemente eccitate da vincere la gravità del disco ed evaporare. Dopo un tempo di 106 – 107 anni, il tasso di accrescimento diviene inferiore al tasso di evaporazione ad una distanza pari ad rg. A questo punto in corrispondenza di rg si apre una lacuna: la porzione del disco interna alla lacuna o scivola verso la stella oppure viene convogliata verso rg ed evapora; in entrambi i casi, si crea una regione vuota che dalla stella si estende sino ad rg. In seguito alla formazione di tale vuoto, le parti di disco esterne ad esso sono rapidamente spazzate via.

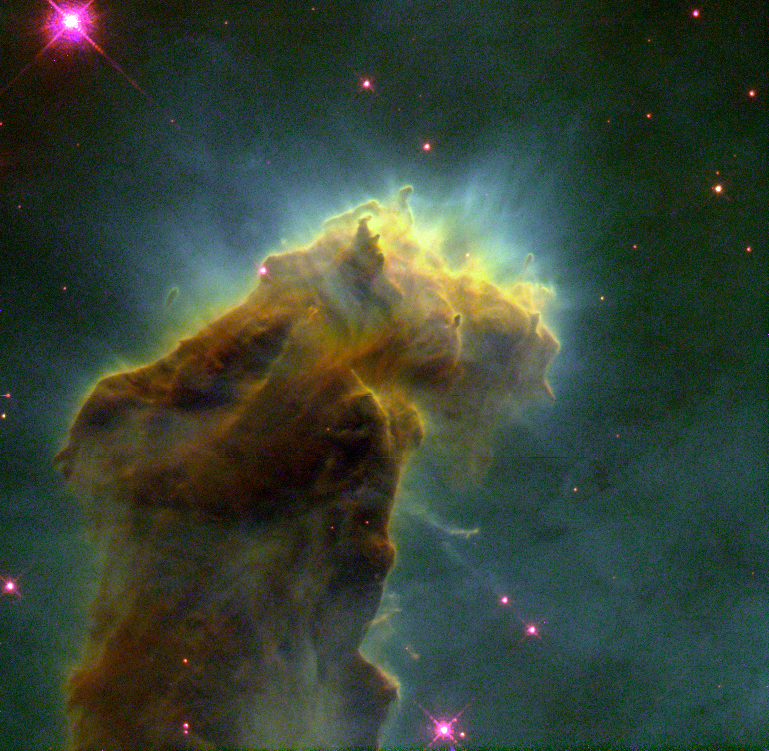
Dettaglio dei Pilastri della Creazione presenti nella nebulosa Aquila che mostra colonne di idrogeno e polveri che subiscono un processo di fotoevaporazione a causa della radiazione ultravioletta delle giovani stelle calde nate nelle loro vicinanze.

Per via di tale effetto, si ritiene che la presenza di stelle massicce in una regione di formazione stellare abbia grossi effetti sui fenomeni di formazione planetaria all'interno dei dischi degli oggetti stellari giovani, anche se non è completamente chiaro se costituisca un impedimento o un'agevolazione al processo.

## Regioni di formazione stellare
In numerose regioni galattiche, come la nebulosa Aquila, la nebulosa di Orione e la nebulosa della Carena, sono attivi intensi fenomeni di formazione stellare. Al loro interno sono presenti numerose giovani stelle che differiscono per masse e dimensioni; le stelle più massicce e calde emettono grandi quantità di radiazione, in particolare ultravioletta. Gli UV esercitano un'importante pressione di radiazione sugli embrioni stellari nelle vicinanze, spazzando via i materiali che, circondandoli, contribuiscono al loro accrescimento. In questo modo le stelle più massicce, che sono le prime ad essersi formate all'interno della nube, regolano i range di massa delle altre stelle meno massicce e determinano la formazione di nuovi embrioni stellari comprimendo i gas circostanti.